# UCL Holding
Die UCL Holding bündelt die Transport-Aktivitäten des russischen Milliardärs Wladimir Lissin. Die Holding umfasst UCL Rail, UCL Port und VBTH.
Zu UCL Rail gehört Freight One, eine ehemalige Tochtergesellschaft der RŽD, sowie das Waggondepot Grjasi. Freight One ist das größte private Eisenbahnunternehmen in Russland mit 18 % Marktanteil und 200.000 Güterwagen. UCL Port bietet Verladedienstleistungen in verschiedenen russischen Häfen (Ust-Luga, Taganrog, Tuapse) an. VBTH ist Mutterkonzern der Reedereien Wolga-Reederei, North-Western Shipping Company, W.F. Tanker und Wodochod sowie die Schiffswerft Okskaja Sudowerf in Nawaschino.